# EADS Harfang
Pour les articles homonymes, voir Harfang (homonymie).
Le Harfang (nommé par l'armée de l'air française Système intérimaire de drone MALE ou SIDM, MALE étant l'acronyme de Moyenne Altitude Longue Endurance) est un système de drones destiné à équiper l'Armée de l'air française en remplacement du Hunter. Le Harfang, aussi nommé Eagle One, est une réalisation de la filiale Cassidian d’EADS et d’IAI. Son nom est inspiré du harfang, un hibou des neiges.

## Historique
L'origine du projet remonte à 1995 avec l'achat par l'armée de l'air des drones RQ-5 Hunter qui ont permis d'acquérir de l'expérience dans le domaine de l'emploi des drones. Au début des années 2000, Sagem et General Atomics proposent la francisation du drone MQ-1 Predator pour créer le Horus, mais la solution n'est pas retenue. Le drone Harfang est fondé sur l'appareil israélien IAI Heron conçu au début des années 1990 et qui fut présenté au salon du Bourget en 1999. Le programme SIDM ou Eagle One débuta vraiment en 2001 et le premier vol d'un appareil eut lieu sur la base aérienne 125 Istres-Le Tubé, le 9 septembre 2006. S'ensuivit une campagne d'essais menée par le Centre d'essais en vol visant à tester les capacités du drone, étape nécessaire avant son transfert au CEAM sur la base aérienne 118 Mont-de-Marsan.
À l'origine, le drone aurait dû être livré à l'armée de l'air à l'été 2003 pour remplacer les drones Hunter (par ailleurs retirés du service en septembre 2004). Cependant, des problèmes industriels rencontrés par le constructeur ont considérablement retardé la livraison des appareils. L'un des principaux problèmes était la différence entre les capacités de l'appareil et celles spécifiées par le cahier des charges fourni par l'armée, notamment pour le système de transmission par satellite fourni par EADS. Le drone est ainsi passé d'un produit pris sur « étagère » à un produit spécifique à l'armée de l'Air. Le ministère de la Défense a dépensé 440 millions d'euros contre les cent initialement prévus. La réalisation représente 163 millions d’euros, le soutien réalisé près de cent millions et les coûts de soutien et d’utilisation jusqu’en 2017 sont évalués à 120 millions ; l’industriel effectua « plus de 130 millions d’euros de dépenses propres, sans compter 18,5 millions d’euros qu’il [dut] acquitter au titre des pénalités de retard ».
L'armée de l'Air a commandé un système composé de trois appareils aériens dotés de nombreux capteurs et d'une autonomie de plus de 20 h, et de deux stations de contrôle au sol. Une liaison satellitaire permet de contrôler l'appareil à grande distance et ses différents équipements permettront aussi bien la surveillance d'un territoire que la désignation d'objectifs grâce à un désignateur laser ou pourra aussi servir de relais de communication au profit des forces au sol.
Le SIDM est entré en service en juin 2008 au sein de l'escadron d'expérimentation de drones 1/330 « Adour » à Mont-de-Marsan (Landes) ; cette unité dépendait du Centre d'expériences aériennes militaires (CEAM) et dépend aujourd'hui du Commandement des Forces aériennes. Elle a été rebaptisée Escadron de drones 1/33 « Belfort » depuis septembre 2010. L'expérimentation s'est déroulée en 2008-2009 et a suivi quatre phases. Dans un premier temps, il était prévu de familiariser l'escadron avec la plateforme puis de familiariser les opérateurs avec les capteurs, ensuite de diffuser le renseignement permettant la mise en réseau de l'ensemble des ressources informatiques, afin de faire communiquer les systèmes d'acquisition de la cible, et les systèmes d'armes (sigle C4ISR en anglais), et enfin transférer les flux d'information aux forces terrestres.
Le 4 mars 2010, le Harfang doté du système Rover permettant la retransmission en temps réel sur le terrain de ses images, a effectué son premier vol au-dessus de l'Afghanistan.

## Description
Le système intérimaire de drone MALE est composé de deux segments distincts : le drone lui-même et l'ensemble de commandes et de contrôle au sol.
Le véhicule aérien et son calculateur de bord sont construits par la société Malat, une division de la société IAI (Israel Aircraft Industries) et fondés sur le drone IAI Heron de cette même société. Le véhicule aérien composé d'un fuselage propulsé par un moteur (Rotax) à hélice propulsive situé à l'arrière et doté d'une voilure en position haute équipée de volets et d'un système de dégivrage. L'équilibre longitudinal de l'appareil est assuré par un empennage bipoutre prenant appui sur la voilure principale. D'une masse au décollage de 1,2 tonne et d'une envergure de 16,6 m, le SIDM peut emporter une charge de mission de 250 kg à 7 500 m et pendant une durée de 24 heures. La charge de mission est constituée d'une boule tri-senseurs (IAI) gyrostabilisée montée sous l'avant du fuselage, comportant les capteurs électro-optiques et infrarouge ainsi que le désignateur laser, et d'un radar à synthèse d'ouverture (Elta) et à suppression d'échos fixes (SAR/MTI) à très haute résolution permettant de relever une image électronique du terrain et d'observer les mouvements de véhicules au sol, quelles que soient les conditions météorologiques. L'antenne de ce radar est montée dans un radôme ventral situé au centre du fuselage. Outre ses capteurs, le drone emporte aussi une centrale de navigation inertielle (Sagem) recalée par GPS ainsi qu'un GPS différentiel apportant une capacité de décollage et d'atterrissage automatique (ATOL : Automatic take off and landing en anglais). De plus, l'appareil est programmé, en cas de perte de la liaison de commande et de contrôle, pour suivre une trajectoire lui permettant de revenir à son point de départ tout en essayant de rétablir la transmission.
L'ensemble de commande et de contrôle au sol est composé de quatre modules projetables sur théâtre extérieur. Le premier baptisé M1 est destiné à la préparation des missions et est fondé sur un module de préparation dérivé de la préparation de mission du chasseur Mirage F1CR spécialisé dans le Reconnaissance aérienne. Le second, M2, est la station de commande et de contrôle proprement dite puisqu'elle permet à l'opérateur de diriger l'appareil, notamment lors des phases de décollage et d'atterrissage, puisqu'une fois en vol l'appareil suit une trajectoire programmée ou non. Cependant, à tout moment, l'opérateur peut reprendre les commandes. La station M3, elle, reçoit en temps réel les informations des capteurs à bord du drone, celles-ci étant transmises par l'intermédiaire de la liaison satellite. Enfin, la station M4 est destinée à l'interprétation et à la diffusion des informations obtenues par le drone.
En ce qui concerne la transmission de données, le SIDM est équipé d'une liaison directe (LOS : Line of sight en anglais) permettant la commande et le contrôle de l'appareil jusqu'à une portée de 150 à 200 km grâce à une antenne montée au-dessus du fuselage, et d'une liaison satellitaire à haut débit (Satcom) permettant de s'affranchir de l'horizon radioélectrique. Les données sont envoyées vers un satellite géostationnaire grâce à une antenne directionnelle (InSnec) pointée par des vérins et installée dans un dôme, dit « satdôme », à l'avant du drone. Enfin, l'appareil est doté d'un relais de communication (VHF-UHF) (Rohde & Schwarz) permettant de transmettre des informations à un centre de commandement de troupes au sol et de s'intégrer dans le trafic aérien militaire. Le véhicule aérien est également équipé d'un  système d'identification ami-ennemi, sigle IFF en anglais et d'un enregistreur de vol.
Le système SIDM permet la surveillance ininterrompue d'un théâtre d'opérations par une transmission continue des informations et la mise en œuvre d'une procédure de compatibilité ( de handshake en anglais) de transferts des données entre les véhicules aériens lors d'un passage de relais entre drones (entrant et partant).
L'un des principaux manques de l'appareil tient en l'absence de capteurs électromagnétiques et sa faible capacité à évoluer à cause de sa capacité d'emport et de sa génération électrique. Son principal défaut est sa vitesse limitée de 80 nœuds seulement qui peut se montrer pénalisante lors des phases de transit. Le SIDM se montre contraint dans des conditions météorologiques perturbées ou dans des conditions humides de givre.

## Armement
Longtemps hostile à l'armement de ces aéronefs, l'EMA a donné en 2011 son accord pour armer de missiles les prochains drones français, à la manière des Reaper. Cela ne concerne ni les Harfang ni les deux Reaper acquis en 2013, qui ne sont donc pas armés.

## Coût opérationnel
Le coût par heure de vol est estimé à 12 000 €.

## Versions
- Eagle 0 : prototype qui effectua son premier vol en 1998.
- Eagle 1 : première version de production qui effectua son premier vol le 2 juin 2003 en Israël.
- Eagle MPR : projet d'une version en mode drone de surveillance maritime de l'Eagle 1 équipée d'un radar maritime.
- Eagle 2 : projet d'une version plus grande turbopropulsée par un moteur PT6 Pratt & Whitney abandonné devant le fiasco calendaire et financier du Harfang [8] dénoncé dans un rapport du ministère de la défense. Aujourd'hui ce sont les Predators achetés aux États-Unis qui remplissent le rôle de surveillance en continu.

## Utilisateurs

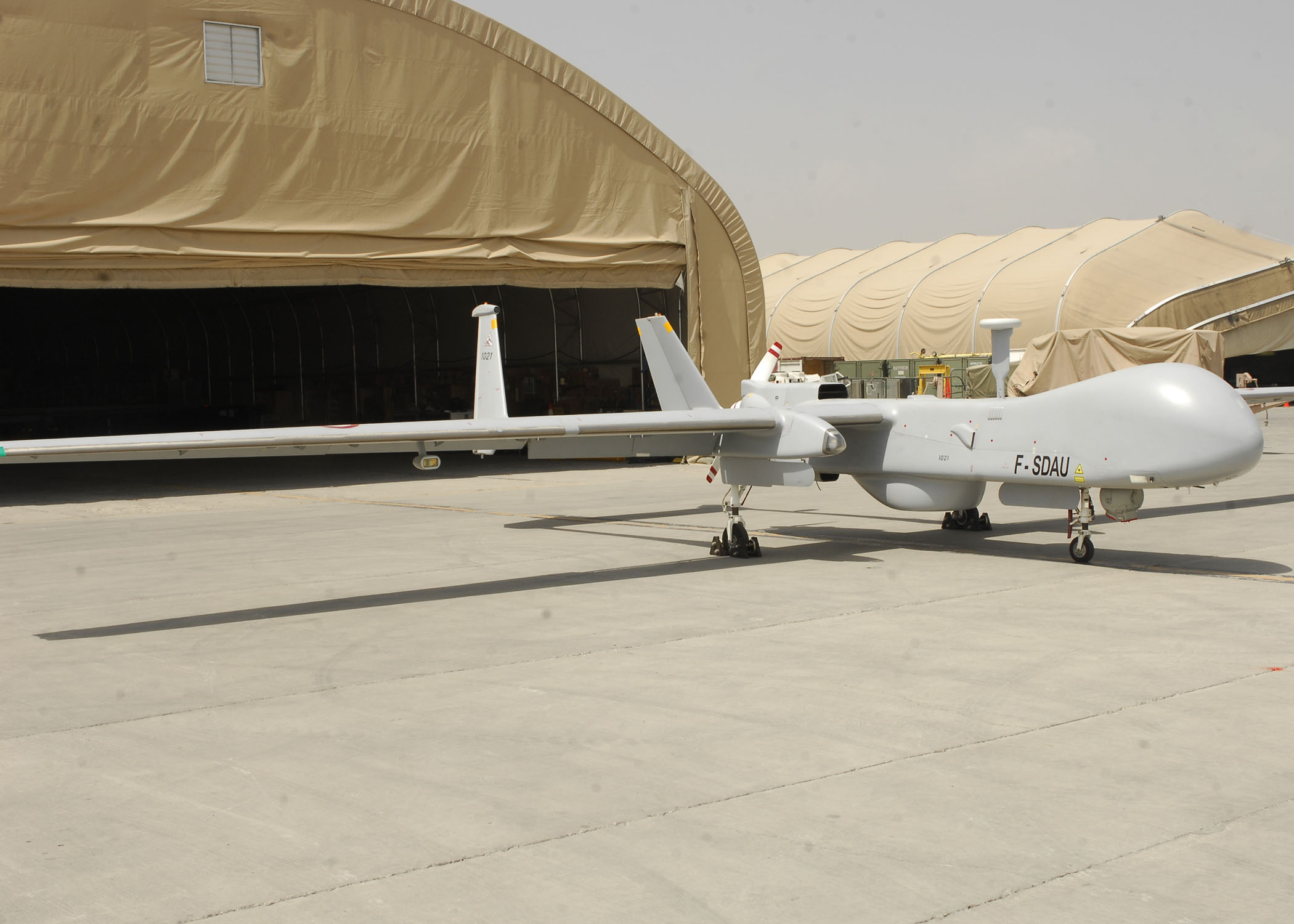
Base aérienne de Bagram, Afghanistan - Le drone français est très similaire au Predator MQ-1.

Maroc
Trois appareils.

### Anciens utilisateurs
France
L'Armée de l'air a utilisé quatre appareils et deux stations au sol, retirés du service actif en janvier 2018 après 15 440 heures de vol sans aucun accident,
Escadron de drones 1/33 Belfort depuis 2009 sur la Base aérienne 709 Cognac-Châteaubernard
- Appareil No 1021[10] - immatriculation F-SDAU - (visible sur la photo de l'article)[11],[12].
- Appareil No 1022 - immatriculation F-SDAY
- Appareil No 1023 - immatriculation F-SDAZ[13].
- Appareil No 1024 - immatriculation F-SDAT

## Engagements
- Le 14 et 15 septembre 2008, ils servirent à la surveillance lors de la visite du pape Benoît XVI à Lourdes[14].
- En février 2009, un contingent de l'Armée de l'air des forces françaises en Afghanistan aux ordres du lieutenant-colonel Cyril Carcy[15] déploie ses trois SIDM en Afghanistan, à Begrâm, au nord de Kaboul[16]. L'un d'eux a dû être rapatrié en France à la suite d'un problème de comportement en vol ayant pu endommager la structure consécutif à l'oubli de programmation du dégivrage, lors de sa préparation au sol[17].
 Les travaux d'expertise réalisés par la DGA, EADS et le SIAe ne permettent pas de déterminer de manière certaine les causes de l'incident. L'origine humaine n'est pas retenue à ce stade de l'enquête et le BEA-D n'aurait pas ouvert d'enquête. Selon EADS, l'hypothèse de bugs dans le logiciel de commande de vol n'est pas à exclure[18]. En un an de service, ils ont effectué 185 vols pour 166 missions opérationnelles représentant 1 700 h de vol[19]. En février 2012, les deux Harfang présents en Afghanistan sont rapatriés après avoir effectué plus de 4 250 heures de vol au cours de 511 missions sur ce théâtre d'opérations[20].
- L'Escadron d'expérimentation drones EED 1/330 « Adour » comprenant 56 personnes est affecté en 2010 à la base aérienne 709 Cognac-Châteaubernard[21].
- Il est utilisé pour la surveillance du sommet du G8 2011 du 18 au 27 mai 2011 et 62 heures de vol ont été réalisées depuis la base aérienne 105 d'Evreux[22].
- Engagement d'un appareil depuis la base aérienne de Sigonella à partir du 24 août 2011 au-dessus de la Libye lors de l'opération Harmattan[23]. Il réalise 243 heures de vol en 19 sorties.
- Deux drones Harfang sont employés dans le cadre de l'opération Serval au Mali en 2013. Un record de vol de 26 h 10 min est établi du 25 au 26 janvier[24],[25] et dans la nuit du 5 au 6 juin 2013, le drone effectue son 100e vol, totalisant alors 1 600 heures de vol[26].
- Le 8, 9 et 10 décembre 2016, un drone Harfang surveille la Fête des Lumières se déroulant à Lyon, dans un contexte sécuritaire tendu, un an après les attentats de Paris[27].
- Le 6 avril 2021, un drone Harfang est utilisé par le Maroc pour l'élimination du chef de la gendarmerie du Front Polisario[28].

### Sources
- Céline Limousin (Ltt), « Ce que les drones vont changer : Le SIDM pourquoi il séduit ! », Air Actualités, no 607,‎ janvier 2008, p. 22-31 (ISSN 0002-2152)
- Céline Limousin (Ltt), « Ce que les drones vont changer : Les secrets du drone », Air Actualités, no 607,‎ janvier 2008, p. 32-33 (ISSN 0002-2152)
- Céline Limousin (Ltt), « Ce que les drones vont changer : La préparation du futur drone », Air Actualités, no 607,‎ janvier 2008, p. 38 (ISSN 0002-2152)
- Jane's Handbook